# Taylorella asinigenitalis
Taylorella asinigenitalis es una especie de bacteria gramnegativa del género Taylorella. Fue descrita en el año 2001. Su etimología hace referencia a perteneciente a los genitales de burros. Es aerobia e inmóvil. Tiene forma cocobacilar. Forma colonias enteras, convexas, opacas, bronceadas y a veces viscosas en medio ECA tras 48 horas de incubación. Catalasa y oxidasa positivas. Temperatura de crecimiento óptima de 37 °C. Tiene un contenido de G+C de 37,8%. Se ha aislado del tracto uretral de burros en California, Estados Unidos.
No parece que sea patógena en burros, aunque sí que produce anticuerpos en animales infectados. 